# Kreis Güstrow
De Kreis Güstrow was een Kreis in de Bezirk Schwerin in de Duitse Democratische Republiek.
De kreis was een overblijfsel van de door de opheffing van de deelstaten op 25 juli 1952 in drie delen opgedeelde Landkreis Güstrow en behoorde tot de nieuw gevormde Bezirk Schwerin. Bij de Duitse hereniging op 3 oktober 1990 werd Güstrow onderdeel van de nieuw opgerichte deelstaat Mecklenburg-Voor-Pommeren. Op 12 juni 1994 werd de kreis die sinds 17 mei 1990 als landkreis werd aangeduid opgeheven en samen met de Landkreis Teterow en een groot deel van de Landkreis Bützow weer in de Landkreis Güstrow herenigd.

## Steden en gemeenten
De Landkreis Güstrow omvatte op 3 oktober 1990 41 gemeenten, waarvan drie steden:
| - Alt Kätwin - Bellin - Bölkow - Bülow - Charlottenthal - Diekhof - Dobbin - Gerdshagen - Glasewitz - Groß Ridsenow - Groß Schwiesow - Gülzow - Güstrow, stad - Gutow | - Hohen Sprenz - Hoppenrade - Krakow am See, stad - Kuchelmiß - Kuhs - Laage, stad - Lalendorf - Langhagen - Liessow - Linstow - Lohmen - Lüssow - Mamerow - Mistorf | - Plaaz - Pölitz - Prüzen - Recknitz - Reimershagen - Sabel - Sarmstorf - Striesdorf - Vietgest - Wardow - Wattmannshagen - Weitendorf - Zehna |

Bützow · Gadebusch · Güstrow · Hagenow · Ludwigslust · Lübz · Parchim · Perleberg · Schwerin (stadskreis) · Schwerin-Land · Sternberg